# Приключения капитана Блада
«Приключения капитана Блада» (международное название — Age of Pirates: Captain Blood) — компьютерная игра в жанре hack and slash, разработанная студией 1С: Морской волк.

## Игровой процесс
В игре представлено 12 игровых миссий, а игровой процесс будет разделен на три части:
- рукопашные бои с многочисленными противниками, с использованием различных типов оружия (мушкеты, сабли, ножи). В них игрок будет управлять капитаном Бладом, а также в некоторых миссиях его другом Питтом. В бою могут быть использованы предметы окружения, существует возможность подбирать выпавшее у врагов оружие;
- битвы с боссами в конце каждого уровня;
- морские путешествия на собственном корабле с возможностью морских схваток и захватом чужих судов.

## Сюжет
Игра создана по мотивам произведений Рафаэля Сабатини и повествует о приключениях главного героя этих произведений, капитана Питера Блада.
Действие игры разворачивается в Карибском море во времена расцвета пиратства. Главный герой, Питер Блад, военный врач по образованию, был несправедливо осужден и сослан на остров Барбадос. С острова ему удаётся бежать, после чего, захватив испанский корабль, он становится самым знаменитым пиратом того времени.

## История разработки
Разработка игры началась в августе 2003 года, сразу после разработки «Пиратов Карибского моря», внутренней студией разработки компании Акелла, на тот момент проект возглавляли Дмитрий Демьяновский (руководитель студии и главный программист) и Андрей Иванченко (арт-директор). В ноябре 2003 года, они покинули компанию «Акелла» и основали собственную компанию .dat, в результате этого проект был перезапущен, а руководить проектом стали Ренат Незаметдинов (руководитель студии и главный дизайнер) и Юрий Рогач (арт-директор). В апреле 2004 года проект был анонсирован для платформ PC и Xbox. Первый раз проект был показан публике на КРИ 2005 под названием «Одиссея капитана Блада». В сентябре 2005 года, проект был подписан с компанией Playlogic и анонсирован для консоли следующего поколения Xbox 360. В ноябре 2005 года Ренат Незаметдинов покинул компанию Акелла, и перешёл работать в компанию Авалон, а Юрий Рогач стал арт-супервайзером проекта «Корсары 3», в результате чего проект был временно заморожен.
В 2006 году проект был перезапущен во второй раз, под руководством продюсерского центра Playlogic и переименован в «Приключения капитана Блада», а руководить проектом стали Сергей Макеев (руководитель студии и технический директор) и Александр Нагорный (арт директор). В апреле 2006 года, проект демонстрировался на КРИ на стенде компании Intel. На КРИ 2007 была показана играбельная версия перезапущенного проекта с гораздо более мультяшным стилем графики. Игра победила в категории «лучший экшн». Осенью 2007 между компаниями Акелла и Playlogic возникли разногласия, в результате чего началась серия судебных разбирательств за владение авторскими правами для игр, разрабатываемых Акеллой и издаваемых Playlogic. В ноябре 2007 года компания Акелла продала внутреннюю студию разработки «Приключений капитана Блада» компании 1С. Студия получила статус дочерней компании 1С и была названа «1С: Морской Волк», дата выхода «Приключений капитана Блада» была перенесена на осень 2008 года. В апреле 2008 года версия для Xbox 360 была показана на КРИ 2008 и победила в номинации «Лучшая игра для игровых консолей». В августе 2008 года Александр Нагорный покинул компанию и перешёл в компанию Gaijin Entertainment, арт-направление возглавили Артем Власкин (арт-директор) и Антипов Константин (арт-супервайзор), дата выхода проекта была перенесена на 2009 год. В результате недовольства переходом из Акеллы в 1С часть сотрудников уволилась и количество людей работающих над проектом сократилось с 32 до 18.
Весной 2009 года озвучивание проекта передали двум компаниям TriHorn Productions и Gaijin Sound. В мае 2010 проект был показан на КРИ 2010 и победил в номинации «Лучшая игровая графика». В июле 2010 года протестированный мастер-диск игры был передан родительской компании издателю, а команда разработки капитана Блада в полном составе перешла на другие проекты или в другие компании, однако игра официально так и не была выпущена.
В апреле 2021 года играбельная сборка практически готовой игры была опубликована в сети. 28 ноября 2022 года под лицензией GPLv3 был опубликован исходный код игры.
17 июня 2024 года было анонсировано официальное издание игры, адаптированной для современных игровых консолей и компьютеров. Разработкой переиздания занимается малайзийская студия General Arcade, а изданием — студия SNEG.

## Оценки и награды
| Сводный рейтинг       | Сводный рейтинг          |
| Агрегатор             | Оценка                   |
| --------------------- | ------------------------ |
| Metacritic            | 50/100 (PC) 49/100 (PS5) |
| OpenCritic            | 48/100 (13 %)            |
| «Критиканство»        | 57/100                   |
| Иноязычные издания    |                          |
| Издание               | Оценка                   |
| Hardcore Gamer        | 3/5                      |
| Push Square           | [ 20 ]                   |
| Русскоязычные издания |                          |
| Издание               | Оценка                   |
| 3DNews                | 6/10                     |
| GameMAG.ru            | 3/10                     |
| GoHa.Ru               | «Хорошо»                 |
| PlayGround.ru         | 6/10                     |
| Riot Pixels           | 53 %                     |
| StopGame.ru           | «Проходняк»              |
| «Игромания»           | 6,5/10                   |
| «Канобу»              | 5/10                     |

До своего выхода игра была под пристальным вниманием российской прессы и в разное время получила несколько наград КРИ в различных номинациях, включая «Лучшая экшен-игра» (КРИ 2007), «Лучшая игра для игровых консолей» (КРИ 2008) и «Лучшая игровая графика» (КРИ 2010).